# Darva
Darva (ukránul: Колодне [Kolodne]) település Ukrajnában, Kárpátalján, a Técsői járásban.

## Fekvése
Técsőtől északra, Kricsfalu és Dulfalva közt fekvő település. Keresztülfolyik rajta az Odaró.

## Története
Darva a máramarosi eredetű Darvay család ősi fészke. A család őse Sztoján volt, kinek János nevű fiától származott le a Darvay, Kricsfalusi és a Sztojka család. Sztoján fia János még 1397-ben szerzett adományt Darva településre. 1411-ben pedig Sandrint, Sztojkát és Tamást iktatták be Darva és Kricsfalva birtokába.
A család tagjai közül a 16. században élt Kricsfalusi Simon fiai voltak azok, akik már vezetéknevükül használták a Darvay nevet. A család később több megyébe, így Szatmár megyébe is elszármazott. 1420-ban Darva felét a Kricsfalusi rokonság  Irholci Tatulnak, másik felét Dulfalusi István fiainak adták el 660 forintért, de a birtok egy részének a következő évtizedekben ismét birtokosai lettek. A középkor végétől a falu a Kricsfalusi és a Sztojka család ruszin jobbágyfaluja.
1910-ben 725 lakosából 10 magyar, 120 német, 595 ruszin volt. Ebből 601 görögkatolikus, 120 izraelita volt. A trianoni békeszerződés előtt Máramaros vármegye Técsői járásához tartozott.

## Nevezetességek
- Görögkatolikus fatemploma - a 17. században épült, de főbb részeit még 1472-ben építették.